# Rebellion (2021)
Rebellion (2021) – gala wrestlingu zorganizowana przez amerykańską federację Impact Wrestling (IW), która była nadawana na żywo w systemie pay-per-view i za pośrednictwem platformy Fite.tv. Odbyła się 25 kwietnia 2021 w Skyway Studios w Nashville. Była to trzecia gala z cyklu Rebellion, a zarazem drugie pay-per-view Impact Wrestling w 2021.
Karta walk składała się z ośmiu pojedynków, w tym pięciu o tytuły mistrzowskie, a samo wydarzenie poprzedził Preshow match. W walce wieczoru AEW World Champion, Kenny Omega, pokonał Impact World Championa Richa Swanna w Title vs. Title matchu. W innych pojedynkach Deonna Purrazzo obroniła Impact Knockouts Championship w spotkaniu z Tenille Dashwood, a Impact World Tag Team Championi, FinJuice (David Finlay i Juice Robinson), pokonali The Good Brothers (Doc Gallows i Karl Anderson). Natomiast Jordynne Grace i Rachael Ellering odebrały Impact Knockouts Tag Team Championship drużynie Fire and Flava (Kiera Hogan i Tasha Steelz), zaś Josh Alexander zwyciężył Ace’a Austina oraz TJP, zostając nowym Impact X Division Championem. Na gali zadebiutował W. Morrissey, ponadto po długoletniej przerwie powróciła Taylor Wilde.

## Tło
Impact Wrestling ogłosił 16 stycznia 2021, że trzecia edycja Rebellion odbędzie się 24 kwietnia. Pod koniec marca władze federacji przełożyły datę wydarzenia na 25 kwietnia, aby uniknąć rywalizacji z galą przygotowywaną przez organizację mieszanych sztuk walki Ultimate Fighting Championship (UFC). Rebellion poprzedził Wrestle Week (20–25 kwietnia) w amerykańskiej stacji telewizyjnej AXS TV, w której wyemitowana została seria programów telewizyjnych promujących galę. Bezpośrednio przed rozpoczęciem wydarzenia odbył się CELL-ebration, wirtualne spotkanie fanów z zawodnikami Impact Wrestling.

## Wyniki
Zestawienie zostało opracowane na podstawie źródeł:
| Nr                                                                   | Wyniki | Stypulacje                                                                 | Czas  |
| -------------------------------------------------------------------- | --- | -------------------------------------------------------------------------- | ----- |
| 1P                                                                   | Rosemary i Havok pokonały Kimber Lee i Susan | Tag Team match                                                             | —     |
| 2                                                                    | Josh Alexander pokonał Ace’a Austina (c) (z Madmanem Fultonem) oraz TJP                                                                                      | Three Way match o Impact X Division Championship                           | 11:16 |
| 3                                                                    | Violent By Design (Deaner, Joe Doering i Rhino) i W. Morrissey (z Erikiem Youngiem) pokonali Chrisa Sabina, Eddiego Edwardsa, Jamesa Storma i Williego Macka | Eight Man Tag Team match                                                   | 10:05 |
| 4                                                                    | Brian Myers pokonał Matta Cardonę | Singles match                                                              | 9:41  |
| 5                                                                    | Jordynne Grace i Rachael Ellering (z Jazz) pokonały Fire and Flava (Kiera Hogan i Tasha Steelz) (c)                                                          | Tag Team match o Impact Knockouts Tag Team Championship                    | 9:23  |
| 6                                                                    | Trey Miguel pokonał Samiego Callihana | Last Man Standing match                                                    | 15:25 |
| 7                                                                    | FinJuice (David Finlay i Juice Robinson) (c) pokonali The Good Brothers (Doc Gallows i Karl Anderson)                                                        | Tag Team match o Impact World Tag Team Championship                        | 10:32 |
| 8                                                                    | Deonna Purrazzo (c) (z Kimber Lee i Susan) pokonała Tenille Dashwood (z Kaleb with a K)                                                                      | Singles match o Impact Knockouts Championship                              | 9:33  |
| 9                                                                    | Kenny Omega (AEW) (c) (z Donem Callisem i The Good Brothers) pokonał Richa Swanna (Impact) (c) (z Eddiem Edwardsem i Williem Mackiem)                        | Title vs. Title match o Impact World Championship i AEW World Championship | 23:01 |
| (c) – mistrz/mistrzyni przed walkąP – walka miała miejsce w pre-show | |                                                                            |       |